# Soul Pirate: European Tour 2008 Limited Edition
Soul Pirate: European Tour 2008 Limited Edition è il primo album live del cantante italo giamaicano Alborosie, che lo ha inciso durante il suo tour europeo nel 2008 per la promozione dell'album Soul Pirate

## Tracce
1. Intro by David Rodigan- 0:12
2. Diversity- 4:09
3. Precious (feat. Ranking Joe) - 3:49
4. Kingston Town- 3:12
5. Rastafari Anthem- 3:26
6. Still Blazing- 3:50
7. Herbalist- 3:11
8. Dutty Road- 3:10
9. Police- 3:37
10. Moonshine- 3:59
11. Bad Mind- 3:38
12. Callin (feat. Michael Rose) - 3:59
13. Black Woman- 3:13
14. Sound Killa- 3:38
15. Work- 3:56
16. Patricia- 4:38
17. Waan The Herb (feat. Michael Rose) - 3:41
18. Natural Mystic (feat. Ky-Mani Marley) - 4:47